# Альде Феанен (національний парк)
Національний парк Де Альде Феанен (офіційна назва: Nationaal Park De Alde Feanen, комбінація нідерландської та фризької мов) — національний парк у нідерландській провінції Фрисландія. Альде Феанен також є територією Natura 2000.
Альде Феанен є частиною муніципалітетів Леуварден, Смаллінгерланд і Тицьєркстерадел. Його розмір близько 25 км2 (9,7 миля2). Частиною національного парку є район озера Принценгоф (або Принцефоф). В Альде Феанені є болота, озера, ліси, торф і луки. У цьому районі можна зустріти щонайменше 450 видів рослин і 100 видів птахів. Дуже відомим птахом є лелека білий (Ciconia ciconia). Щоб лелеки могли вити гнізда, установлено високі дерев'яні стовпи. Ще однією привабливістю є Шетландські поні. У деякі загони можна зайти, щоб відвідувачі могли погладити поні.
У селі Ерневауде є туристичний центр De Reidplûm, неподалік від станції розведення лелек It Eibertshiem.
Територія належить It Fryske Gea з 1934 року. Після 4-річного підготовчого періоду міністр природи запланував його як 20-й (Станом на  2012 р., останній) національний парк у Нідерландах у 2006 році.
В Альде Феанен є кілька монументальних вітряних млинів, таких як «De Ikkers», так званий «spinnenkopmolen» (млин із павутиною) із 18 століття.

## Галерея

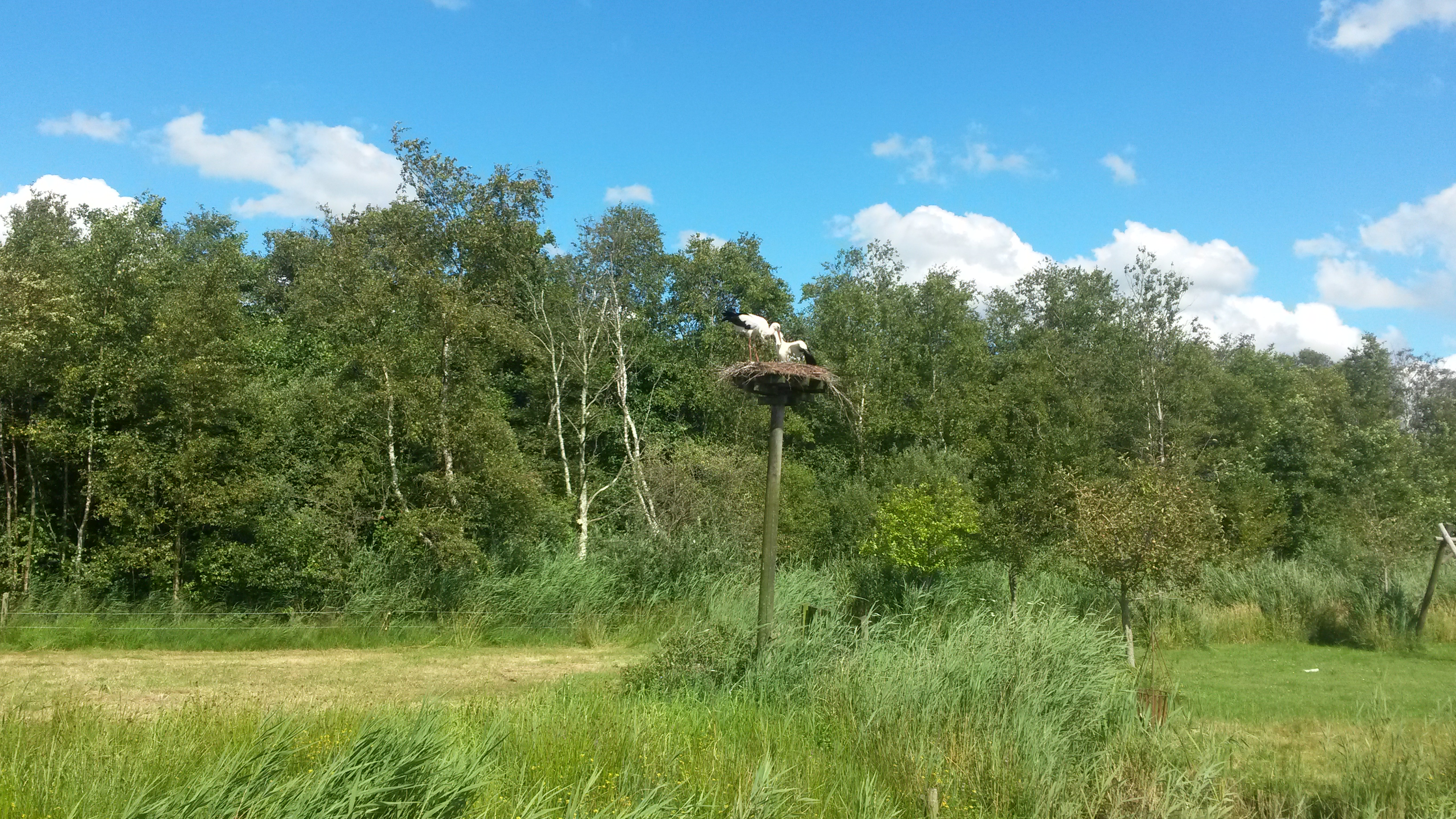
Двоє білих лелек у їхньому гнізді
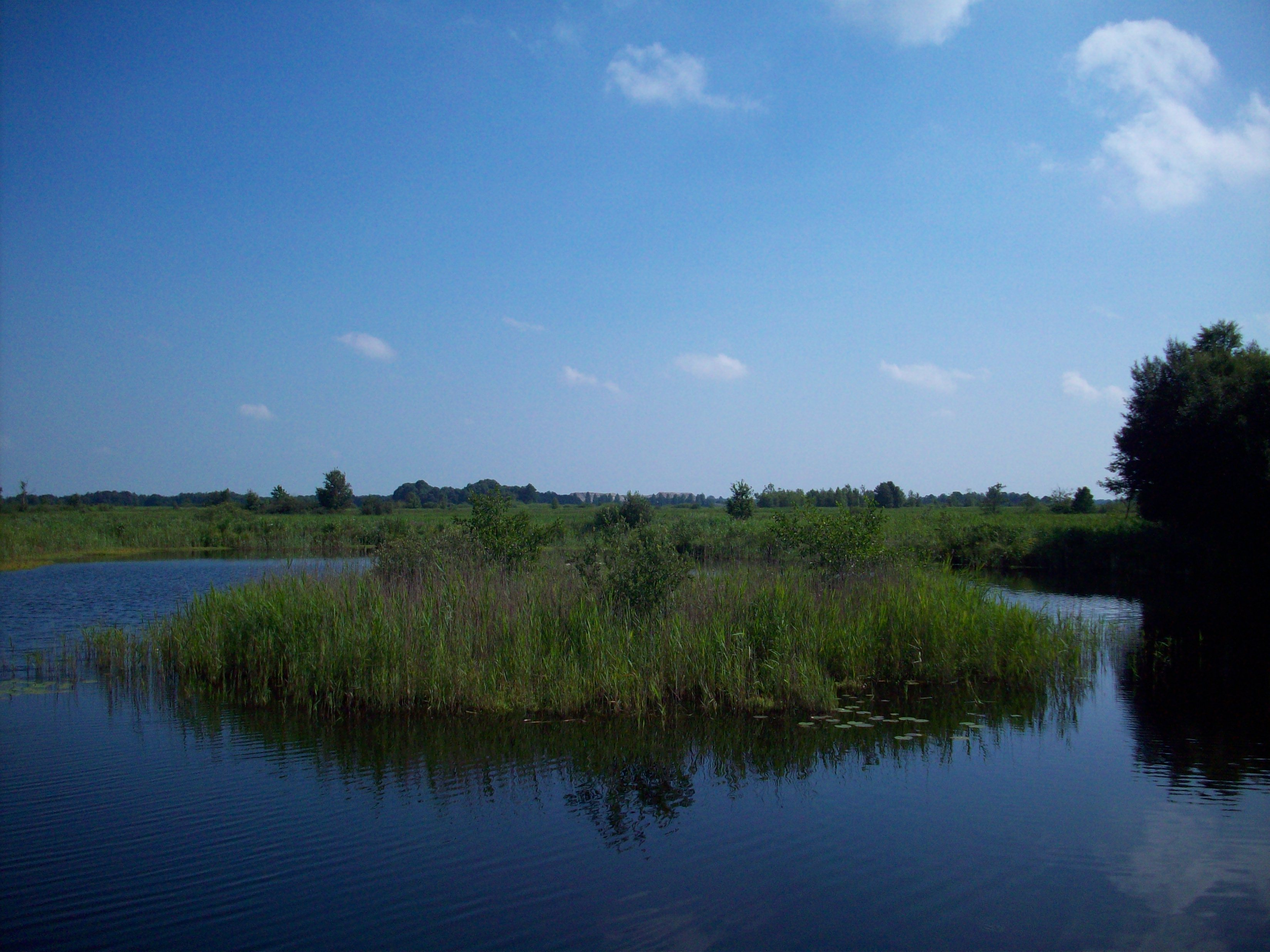
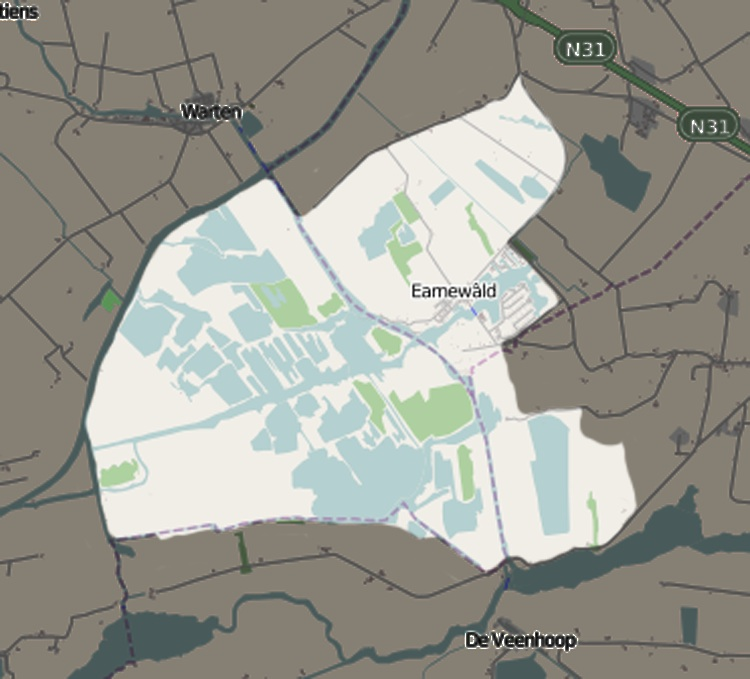
Карта національного парку Альде Феанен
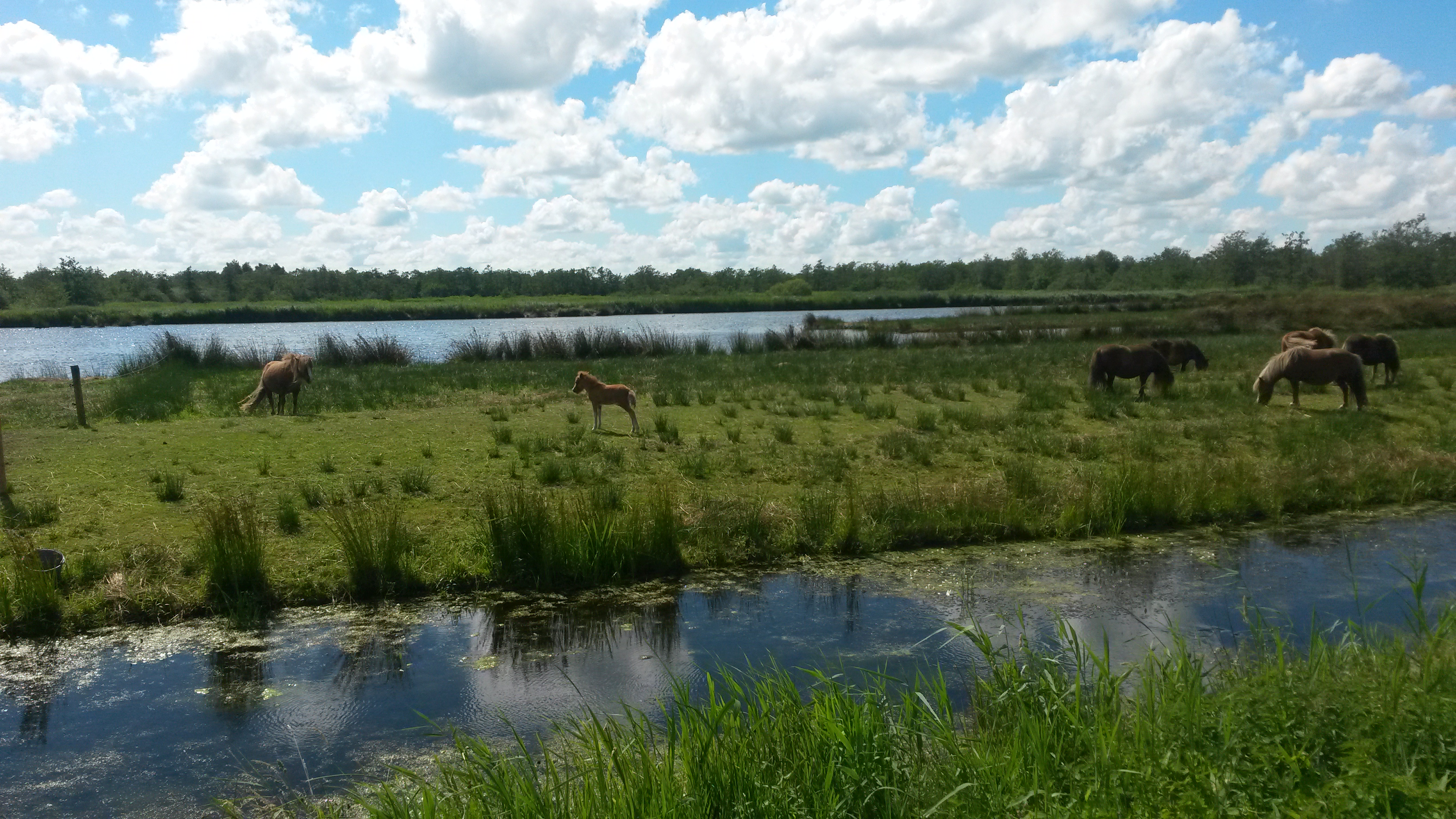
Шетландські поні з лошам
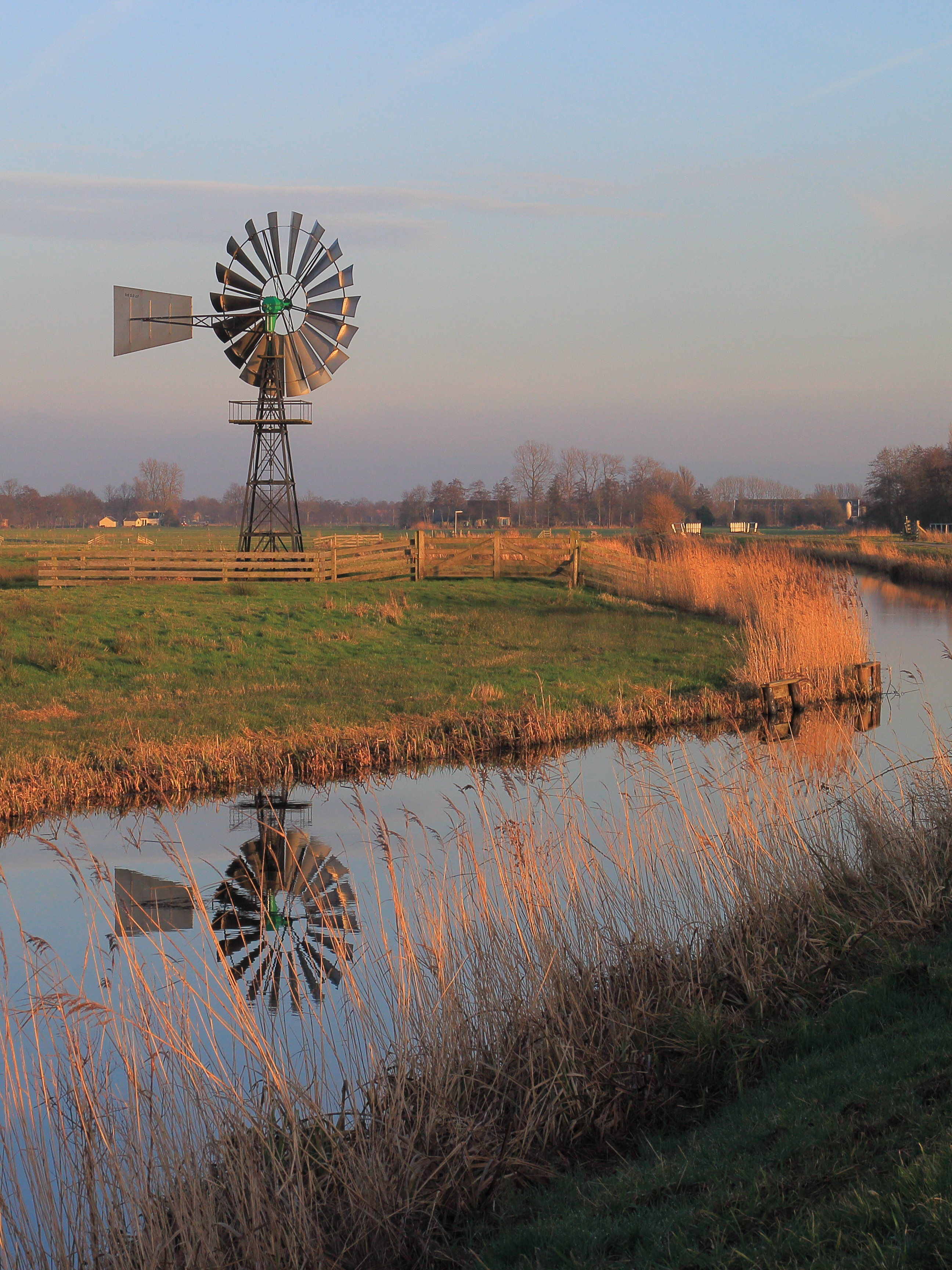
Американський вітряк у парку